# 82656 Пушкаш
82656 Пушкаш (82656 Puskás) — астероїд головного поясу, відкритий 10 серпня 2001 року.
Тіссеранів параметр щодо Юпітера — 3,200.
Названо на честь легендарного футболіста Пушкаш Ференца